# اصلی و کرم

اصلی و کرم

اصلی و کَرَم‌ یک داستان عاشیقی آذربایجانی است. روایت‌های گوناگون از آن در فرهنگ و ادبیات کشورهای ایران، جمهوری آذربایجان، روسیه، گرجستان، ترکیه و برخی کشورهای آسیای میانه رواج دارد، در اوایل سدهٔ دهم قمری‌/ شانزدهم میلادی به وجود آمده و از همین زمان به بعد در میان مردم ایران، قفقاز، آسیای میانه و آسیای صغیر رواج یافته‌است. کَرَم مسلمان عاشق دختری مسیحی (اصلی) می‌شود. اقوام دختر در مخالفت با این عشق فرامذهبی مهاجرت می‌کنند. کَرَم ۱۱ سال به دنبال اصلی می‌گردد. دست آخر، هنگامی که دو عاشق به هم می‌رساند، کَرَم تحت تأثیر طلسم قاراملیک پدر اصلی آتش می‌گیرد. آواز یانیخ کَرَم که فی البداهه توسط اصلی خوانده می‌شود یکی از ارکان هنر عاشیقی است.

## رمان یا واقعیت
پژوهشگران بر این باورند که خاستگاه اصلی این افسانه آذربایجان بوده‌است. برخی دیگر معتقدند اصلی (معشوق) و کرم (عاشق)، قهرمانان داستان، در اواخر سده دهم قمری‌/شانزدهم میلادی می‌زیسته‌اند و این داستان در حدود یک قرن پس از آنها شکل گرفته‌است. در بیشتر روایات قفقاز، خاستگاه افسانهٔ اصلی و کرم شهر گنجه یاد شده‌است. چون در زمان حکومت صفویه این داستان شکل گرفته و چون تبریز در دوران صفویه پایتخت ایران بوده و بعد قزوین و در نهایت اصفهان به پایتختی برگزیده شده‌است، بنابراین اساس داستان نیز از آذربایجان و تبریز شکل گرفته و توسط نقالان حکومتی همزمان با انتقال پایتخت به اصفهان، به این شهر منتقل می‌شود. با این حال در حال حاضر اهالی قراملک تبریز در ایران و روستای کرملی گنجه در جمهوری آذربایجان مدعی وجود مزار این دو اسطوره می‌باشند.

## اظهار نظرها
بانارلی، پژوهشگر معاصر ترک، می‌گوید اساس این داستان از شعرهای سراینده و نوازندهٔ عاشیق به نام کرم دربارهٔ زندگی خود او بوده و به مرور زمان به صورت افسانه‌ای رواج یافته‌است. همچنین به روایت دیگری کرم پسر عنقال‌بیک بوده‌است و در روایت ترکمنی و خراسانی که قرائن و شواهد نزدیکی واقعیت دارد، حوادث داستان در محله قاراملیک یا قره ملیک تبریز روی داده‌است، که به گفته اهالی بومی قراملک تبریز، باغ منتسب به قاراملیک پدر اصلی، گوللو باغ هنوز در این منطقه پابرجا می‌باشد.
هرچند که این افسانه در میان مردم مناطق مختلف از جمله ترکمن‌ها، ترک‌ها، ازبک‌ها و قزاق‌ها به صورت‌های گوناگون نقل می‌شود، در تمامی آن‌ها مایهٔ اصلی داستان و قهرمانان آن یکی است. در متن داستان اصلی و کرم، نظم و نثر در هم آمیخته‌است. «عاشیق‌ها» هنگام نقل داستان، قسمت‌های منظوم را همراه ساز به آواز می‌خوانند.
سروده‌هایی از این داستان در برخی از جُنگ‌ها و مجموعه‌های خطی مضبوط است و روایاتی از آن نیز به چاپ سنگی انتشار یافته‌است. پس از ترویج چاپ سربی در دوران حکومت عثمانی، نخستین متن بازنویسی شدهٔ اصلی و کرم توسط احمد راسم (۱۳۵۱ ق / ۱۹۳۲ م) آمادهٔ چاپ شد.
هنرمندان کشورهای مختلف براساس افسانه اصلی و کرم که در میان اقوام مختلف به صورت نماد و تمثیل عشق پاک درآمده‌است، منظومه‌ها، داستان‌ها و نمایشنامه‌های بسیاری ساخته و پرداخته‌اند. ناظم حکمت، شاعر معاصر ترک با الهام از این داستان منظومهٔ کرم گیبی را سروده‌است و خاچاطور آبوویان (۱۲۶۴ ق / ۱۸۴۸ م) نویسنده ارمنی داستان «دختر ترک» و نریمان نریمانف داستان «بهادر و سونا» را براساس آن نوشته‌اند.
یکی از معروف‌ترین آثاری که براساس این افسانه پدید آمده، اپرای اصلی و کرم است که در ۱۹۱۲ توسط عزیر حاجی‌بیگف (۱۸۸۵ – ۱۹۴۸) موسیقیدان و آهنگساز آذربایجانی تصنیف شده و شهرت جهانی پیدا کرده‌است.
به هرحال اصلی و کرم از داستان‌های مشهور ترک‌ها به‌خصوص آذربایجانی‌ها است و جایگاهی به خصوص در ادبیات شفاهی ترکی آذربایجانی دارد. اصلی همان مریم مسیحی، معشوقهٔ کرم عاشق مسلمان داستان است که قاراملیک پدر مریم بخاطر تعصب دینی مانع این عشق می‌شود.
فرض دیگر این است که اساس داستان و وقوع آن به دوران پیش از میلاد مربوط است. چون قهرمانان اصلی یعنی اصلی و کرم از شاهزادگان بوده و نیای هر کدام حاکم منطقه‌ای از شمال و شمال غربایران بودند و بخاطر سرنوشت اندوهبار و همچنین به سبب منزلت اجتماعی خاندان «کرم» و «اصلی» در حافظهٔ تاریخ ثبت و باقی‌مانده‌اند.

## ثبت در میراث ملی
داستان اصلی و کرم با محوریت منطقه قراملک تبریز در سال ۱۳۹۱ توسط میراث فرهنگی، صنایع دستی و گردشگری استان آذربایجان شرقی در فهرست میراث ناملموس آثار ملی کشور جمهوری اسلامی ایران ثبت ملی گردید.